# Charles Hayward (homme politique)
Pour les articles homonymes, voir Charles Hayward et Hayward.
Charles Hayward (12 mai 1839-8 juillet 1919) est un homme politique canadien de la Colombie-Britannique. Il est le 25e maire de la ville de Victoria de 1900 à 1902.

## Biographie
Né à Stratford, Grand Londres dans l'Essex en Angleterre, Hayward fait l'apprentissage de la charpenterie et de la menuiserie. Il arrive à Victoria en Colombie-Britannique en 1862. Démarrant en affaires, il finit par devenir employé de pompes funèbres (undertaker) en 1867.  Hayward exerce aussi les métiers de mineur, constructeur et manufacturier.
Hayward siège au conseil municipal de Victoria en 1873, 1874 et en 1899, ainsi que comme président du conseil scolaire. Il exerce aussi la fonction de juge de paix.
Il meurt à Victoria en juillet 1919.
Hayward est le père de Reginald Hayward également ancien maire de Victoria de 1922 à 1924.